# Provinces du Vietnam
Le Viêt Nam est divisé en 58 provinces (en vietnamien : tỉnh, du mandarin 省 shěng). Il existe également cinq municipalités (en vietnamien : thủ đô, du mandarin 首都 shǒudū) qui ont des organisations administrative et exécutive similaires à celles des provinces.

## Gouvernement des provinces
Les provinces vietnamiennes sont, théoriquement, gouvernées par un Conseil populaire élu par les citoyens.
Ce conseil est assisté d'un comité populaire qui en est l'exécutif.
Cette organisation reprend en simplifié celle du gouvernement central.

### Conseil populaire
Le conseil populaire est le dépositaire de l’autorité publique au niveau local.
Les conseils populaires adoptent les résolutions sur les mesures permettant de garantir le respect et l’application de la Constitution et de la loi au niveau local ; sur les plans de développement socio-économique et les questions budgétaires ; sur la défense du pays et la sécurité au niveau local ; sur les mesures permettant de stabiliser et d’améliorer la vie de la population, d’accomplir les missions confiées par les autorités supérieures et d’exécuter pleinement les obligations à l’égard de l’ensemble du pays.
Le conseil populaire élit parmi ses membres un comité populaire. Il existe de nombreux autres comités avec des buts divers, chaque province a un comité économique et budgétaire, un comité social et culturel, et un comité juridique. Les provinces ayant de fortes minorités non  Viet ont souvent un Comité pour les affaires ethniques.
Les citoyens peuvent voter à l'âge de 18 ans, et sont éligibles à l'âge de 21 ans. On peut postuler seul ou en étant sélectionné par le Front de la Patrie du Viêt Nam.

### Comité populaire

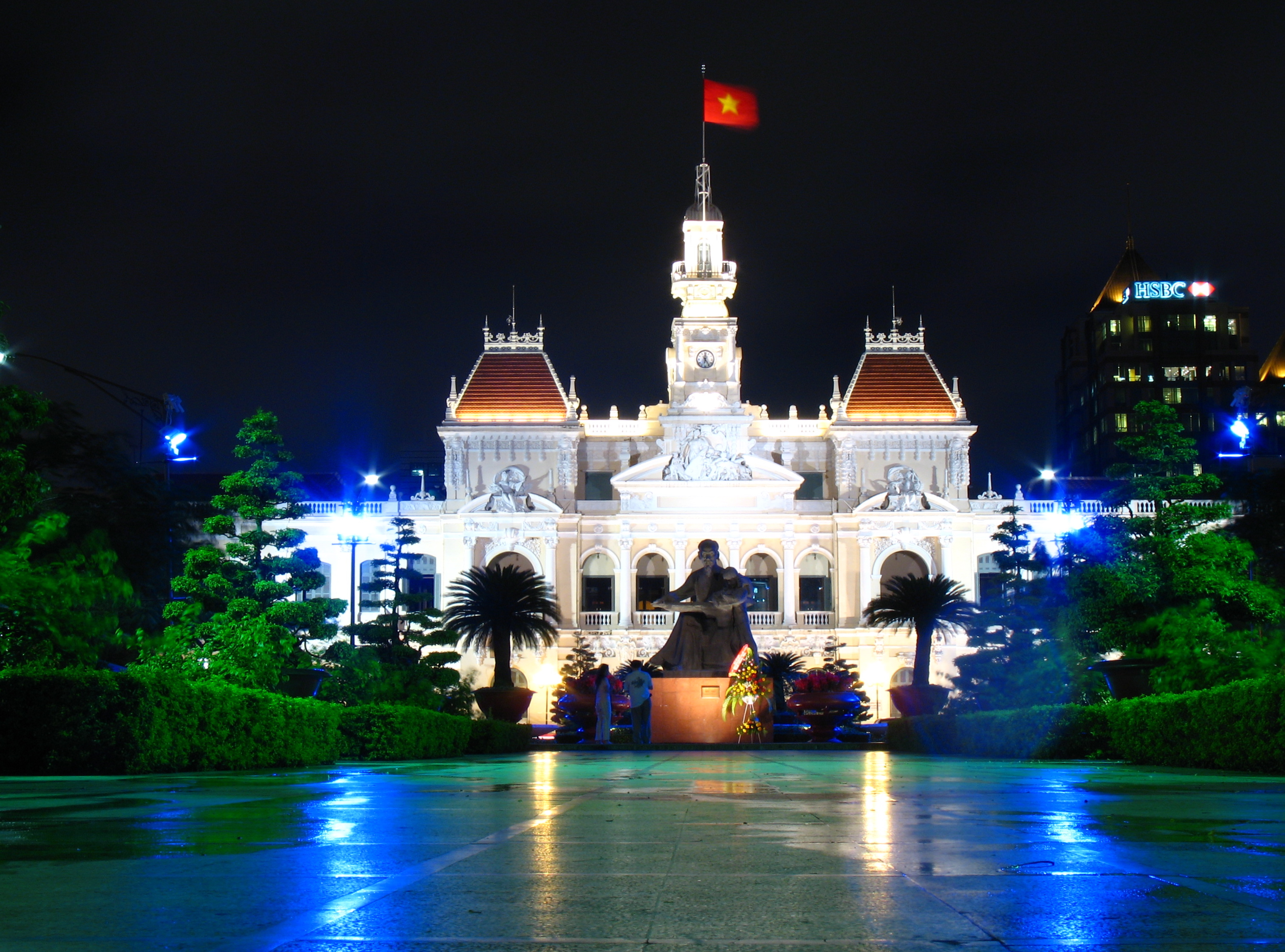
Le siège du comité populaire de Hô Chi Minh-Ville.

Le Comité populaire, élu par le Conseil populaire, est l'exécutif du gouvernement provincial et l’institution chargée de l’administration publique au niveau local et de l’application de la Constitution, de la loi, des textes des autorités supérieures et des résolutions du conseil populaire. Il prépare et met en place les projets avec les fonctions d'un cabinet gouvernemental. Il a un président, un vice-président et entre neuf et onze membres.

## Liste et données
Hô Chi Minh-Ville, l'une des cinq municipalités, en est la plus peuplée avec plus de douze millions d'habitants. La deuxième zone la plus peuplée est la province de Thanh Hóa, avec environ 3,5 millions d'habitants. La moins peuplée est la province montagneuse et excentrée de Lai Châu dans le nord-ouest.
En superficie, la plus grande province est celle de Nghệ An. La plus petite est celle de Bắc Ninh, située dans le delta du fleuve Rouge.

Carte administrative du Viêt Nam (en 2006).

| Nom               | Chef-lieu           | Population | Superficie (km2) |
| ----------------- | ------------------- | ---------- | ---------------- |
| An Giang          | Long Xuyên          | 2 099 000  | 3 406            |
| Khánh Hòa         | Nha Trang           | 1 066 300  | 5 197            |
| Bắc Giang         | Bắc Giang           | 1 522 000  | 3 822            |
| Kiên Giang        | Rạch Giá            | 1 542 800  | 6 269            |
| Bắc Kạn           | Bắc Kạn             | 283 000    | 4 795            |
| Kon Tum           | Kon Tum             | 330 700    | 9 615            |
| Bạc Liêu          | Bạc Liêu            | 756 800    | 2 521            |
| Lai Châu          | Lai Châu            | 227 600    | 7 365            |
| Bắc Ninh          | Bắc Ninh            | 957 700    | 804              |
| Lâm Đồng          | Đà Lạt              | 1 049 900  | 9 765            |
| Bà Rịa-Vũng Tàu   | Vũng Tàu            | 839 000    | 1 975            |
| Lạng Sơn          | Lạng Sơn            | 715 300    | 8 305            |
| Bến Tre           | Bến Tre             | 1 308 200  | 2 287            |
| Lào Cai           | Lào Cai             | 616 500    | 8 057            |
| Bình Định         | Quy Nhơn            | 1 481 000  | 6 076            |
| Long An           | Tân An              | 1 384 000  | 4 492            |
| Bình Dương        | Thủ Dầu Một         | 768 100    | 2 696            |
| Nam Định          | Nam Định            | 1 916 400  | 1 637            |
| Bình Phước        | Đồng Xoài           | 708 100    | 6 856            |
| Nghệ An           | Vinh                | 2 913 600  | 16 487           |
| Bình Thuận        | Phan Thiết          | 1 079 700  | 7 828            |
| Ninh Bình         | Hoa Lư              | 891 800    | 1 382            |
| Cà Mau            | Cà Mau              | 1 158 000  | 5 192            |
| Ninh Thuận        | Phan Rang-Tháp Chàm | 531 700    | 3 360            |
| Cần Thơ           | (municipalité)      | 1 112 000  | 1 390            |
| Phú Thọ           | Việt Trì            | 1 288 400  | 3 519            |
| Cao Bằng          | Cao Bằng            | 501 800    | 6 691            |
| Phú Yên           | Tuy Hòa             | 811 400    | 5 045            |
| Đắk Lắk           | Buôn Ma Thuột       | 1 667 000  | 13 062           |
| Quảng Bình        | Đồng Hới            | 812 600    | 8 025            |
| Đắk Nông          | Gia Nghĩa           | 363 000    | 6 514            |
| Quảng Nam         | Tam Kỳ              | 1 402 700  | 10 408           |
| Đà Nẵng           | (municipalité)      | 715 000    | 1 256            |
| Quảng Ngãi        | Quảng Ngãi          | 1 206 400  | 5 135            |
| Điện Biên         | Ðiện Biên Phủ       | 440 300    | 8 544            |
| Quảng Ninh        | Hạ Long             | 1 029 900  | 5 899            |
| Đồng Nai          | Biên Hòa            | 2 067 200  | 5 895            |
| Quảng Trị         | Đông Hà             | 588 600    | 4 746            |
| Đồng Tháp         | Cao Lãnh            | 1 592 600  | 3 238            |
| Sóc Trăng         | Sóc Trăng           | 1 213 400  | 3 223            |
| Gia Lai           | Pleiku              | 1 048 000  | 15 496           |
| Sơn La            | Sơn La              | 922 200    | 14 055           |
| Hà Giang          | Hà Giang            | 625 700    | 7 884            |
| Tây Ninh          | Tây Ninh            | 989 800    | 4 028            |
| Hải Dương         | Hải Dương           | 1 670 800  | 1 648            |
| Thái Bình         | Thái Bình           | 1 814 700  | 1 542            |
| Hải Phòng         | (municipalité)      | 1 711 100  | 1 503            |
| Thái Nguyên       | Thái Nguyên         | 1 095 400  | 3 543            |
| Hà Nam            | Phủ Lý              | 800 400    | 849              |
| Thanh Hóa         | Thanh Hóa           | 3 509 600  | 11 106           |
| Hanoï             | (municipalité)      | 2 154 900  | 921              |
| Huế               | (municipalité)      | 1 078 900  | 5 009            |
| Hà Tây            | Hà Đông             | 2 432 000  | 2 192            |
| Tiền Giang        | Mỹ Tho              | 1 635 700  | 2 367            |
| Hà Tĩnh           | Hà Tĩnh             | 1 284 900  | 6 056            |
| Trà Vinh          | Trà Vinh            | 989 000    | 2 226            |
| Hòa Bình          | Hòa Bình            | 774 100    | 4 663            |
| Tuyên Quang       | Tuyên Quang         | 692 500    | 5 868            |
| Hô Chi Minh-Ville | (municipalité)      | 5 378 100  | 2 095            |
| Vĩnh Long         | Vĩnh Long           | 1 023 400  | 1 475            |
| Hậu Giang         | Vị Thanh            | 766 000    | 1 608            |
| Vĩnh Phúc         | Vĩnh Yên            | 1 115 700  | 1 371            |
| Hưng Yên          | Hưng Yên            | 109 000    | 928              |
| Yên Bái           | Yên Bái             | 699 900    | 6 883            |

En 2003 ont eu lieu les changements suivants :
- création de la province de Dien Bien
- création de la province de Dak Nong
- division de la province de Can Tho entre la municipalité de Can Tho et la province de Hậu Giang

## Sources